# سعد أباد (غرغان)
سعد أباد (بالفارسية: سعدآباد) هي قرية تقع في قسم انجيرآب الريفي في إيران. يقدر عدد سكانها بـ 1,746 نسمة .